# RRDTool
RRDtool est un outil de gestion de base de données RRD (Round-Robin database) créé par Tobias Oetiker. Il est utilisé par de nombreux outils open source, tels que Cacti, collectd, Lighttpd, et Nagios, pour la sauvegarde de données cycliques et le tracé de graphiques, de données chronologiques. Cet outil a été créé pour superviser des données serveur, telles la bande passante et la température d'un processeur. Le principal avantage d'une base RRD est sa taille fixe.
RRDTool inclut également un outil permettant de représenter graphiquement les données contenues dans la base.
RRDTool est un logiciel libre distribué selon les termes de la GNU GPL.